# Habitatge al carrer Sant Josep, 35 (Viladecans)
L'Habitatge al carrer Sant Josep, 35 és una obra del municipi de Viladecans (Baix Llobregat) inclosa en l'Inventari del Patrimoni Arquitectònic de Catalunya.

## Descripció
Es tracta d'una casa de planta baixa i pis amb distribució simètrica de tots els elements que integren la façana. Al primer pis cal destacar els arcs denticulats de la finestra i dels balcons que la centren, tot formant una mena de timpà decorat amb registres de ceràmica. Sota la cornisa, decorada amb una mena de barana esglaonada a base de trams curvilinis, alternats amb d'altres d'apuntats. Hi ha tres finestres a manera de golfes. La coberta és a dues vessants.

## Història
La casa fou construïda durant la dècada de 1920-1930.